# 1.000 km de Catalunya
Els 1.000 km de Catalunya foren una cursa automobilística de resistència que es disputà entre 2008 i 2009 al Circuit de Catalunya de Montmeló. L'esdeveniment puntuava per a les European Le Mans Series (ELMS), campionat en què la prova estrella són les 24 Hores de Le Mans. Abans d'aquesta cursa, al circuit de Catalunya s'hi disputaren curses de resistència similars puntuables per al Campionat FIA de sport prototipus (SRWC), totes elles amb una durada total de 2 hores i mitja.

## Antecedents

El circuit de Catalunya

| Any  | Guanyador(s)                                  | Equip                   | Cotxe               | Durada  | Denominació                 | Campionat |
| ---- | --------------------------------------------- | ----------------------- | ------------------- | ------- | --------------------------- | --------- |
| 1999 | Emmanuel Collard · Vincenzo Sospiri           | JB Giesse Team Ferrari  | Ferrari 333 SP      | 2 h 30' | ATP ISRS Trophy Barcelona   | SRWC      |
| 2000 | Christian Pescatori · David Terrien           | JMB Giesse Team Ferrari | Ferrari 333 SP      | 2 h 30' | ATP Trophy                  | SRWC      |
| 2001 | Christian Pescatori · Marco Zadra             | BMS Scuderia Italia     | Ferrari 333 SP      | 2 h 30' | Barcelona 2 hores 30 minuts | SRWC      |
| 2002 | Sébastien Bourdais · Jean-Christophe Boullion | Pescarolo Sport         | Courage C60-Peugeot | 2 h 30' | Barcelona 2 hores 30 minuts | SRWC      |

## Guanyadors
| Any  | Guanyador(s)                            | Equip               | Cotxe                         | Durada   | Campionat |
| ---- | --------------------------------------- | ------------------- | ----------------------------- | -------- | --------- |
| 2008 | Nicolas Minassian · Marc Gené           | Team Peugeot Total  | Peugeot 908 HDi FAP           | 1.000 km | ELMS      |
| 2009 | Jan Charouz · Tomáš Enge · Stefan Mücke | Aston Martin Racing | Lola-Lola-Aston Martin B09/60 | 1.000 km | ELMS      |